# アメリカ合衆国のカトリック
アメリカ合衆国のカトリックでは、アメリカ合衆国におけるローマ・カトリック教会について記述する。

## カトリック人口
民族別に見ると、アイルランド系、イタリア系、ポーランド系、ヒスパニックに信徒は多い。近年ではメキシコなどからの不法移民が増加し、それに比例してカトリック信徒も増加した。現在では全アメリカ人の約22％（約6950万人）がカトリックであると申告している。

## 歴史
アメリカ大陸にヨーロッパ人が到着した時から、アイルランド人やドイツ人も移民しており、その中には一定のカトリック信徒が居た。また、現在のカリフォルニア州やその周辺地域はスペイン帝国が占領していたため、カトリックの教会が沢山建設された（カリフォルニア・ミッション）。地名にも、例えばサンフランシスコやサンノゼのように、スペイン・カトリックの余波が見て取れる。ところが白人全体から見れば彼らは少数派であり、プロテスタントの人々からは嫌われる存在となった。ノウ・ナッシング運動やネイティヴィズム運動が盛んになり、カトリック信徒は陰に陽に嫌がらせを受ける様になった。
1928年アメリカ合衆国大統領選挙には、主要政党の大統領候補に初めてのアル・スミスが指名された。
この傾向が改まるのは、第二次世界大戦が終わった後になってからだった。1956年の大統領選挙の際にジョン・F・ケネディが民主党の公認候補となり、その四年後に大統領になった。フルトン・J・シーン神父がテレビ伝道を始めた。大衆文化の中でも、映画『天使にラブ・ソングを…』シリーズやマーティン・シーン主演のドラマ『ザ・ホワイトハウス』でカトリック大統領が登場するなど、カトリックに対するプロテスタント側の嫌悪感は、嘗てと比べると極めて小さくなった。
2025年、2025年ローマ教皇選挙でアメリカ合衆国出身者としては初めてレオ14世が教皇に選出された。

## 著名なカトリック聖堂
- セント・パトリック大聖堂 (ニューヨーク)
- セント・ルイス大聖堂 ニューオーリンズ

## 中央政界におけるカトリック信徒
芸能人、文化人は割愛した。
- ジョン・F・ケネディ：第35代アメリカ合衆国大統領
- ジョン・ケリー：2004年の大統領候補
- ジョー・バイデン：第47代アメリカ合衆国副大統領、第46代大統領当選者
- ニュート・ギングリッチ：第58代アメリカ合衆国下院議長
- ナンシー・ペロシ：第63代アメリカ合衆国下院議長
- ジョン・ベイナー：第61代アメリカ合衆国下院議長
- ポール・ライアン：第62代アメリカ合衆国下院議長
- スティーブ・スカリース：アメリカ合衆国下院多数派院内総務
- マルコ・ルビオ：アメリカ合衆国国務長官
- JD ヴァンス　：　アメリカ合衆国副大統領
- ティム・ケイン：アメリカ合衆国上院議員、2016年の副大統領候補
- アレクサンドリア・オカシオ＝コルテス：アメリカ合衆国下院議員
- リック・サントラム：元アメリカ合衆国上院議員